# Polygonum schimperi
Polygonum schimperi är en slideväxtart som beskrevs av Wilhelm Vatke och Adolf Engler. Polygonum schimperi ingår i släktet trampörter, och familjen slideväxter. Inga underarter finns listade i Catalogue of Life.